# Simón Vélez

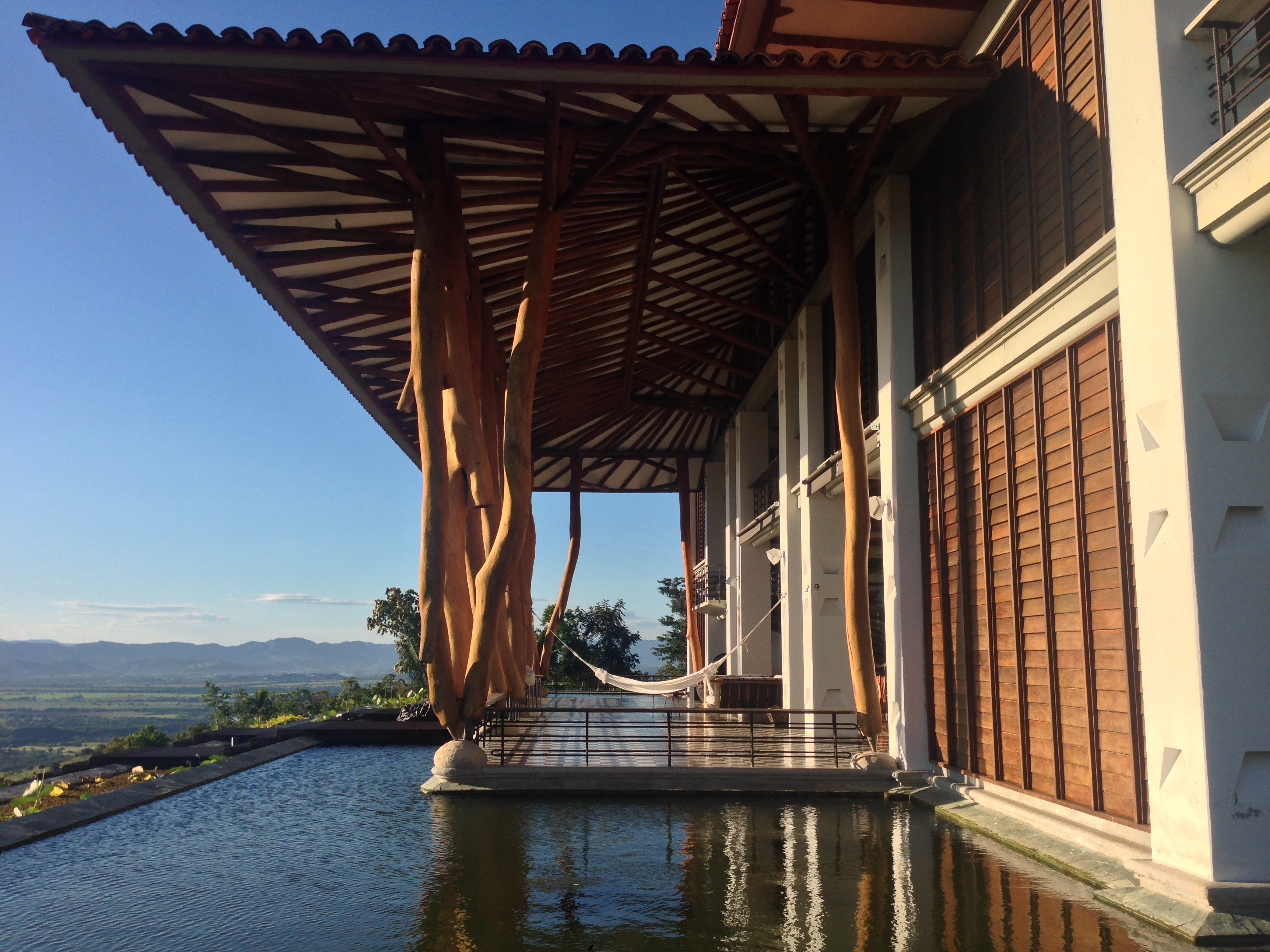
Casa privada diseñada por Vélez.

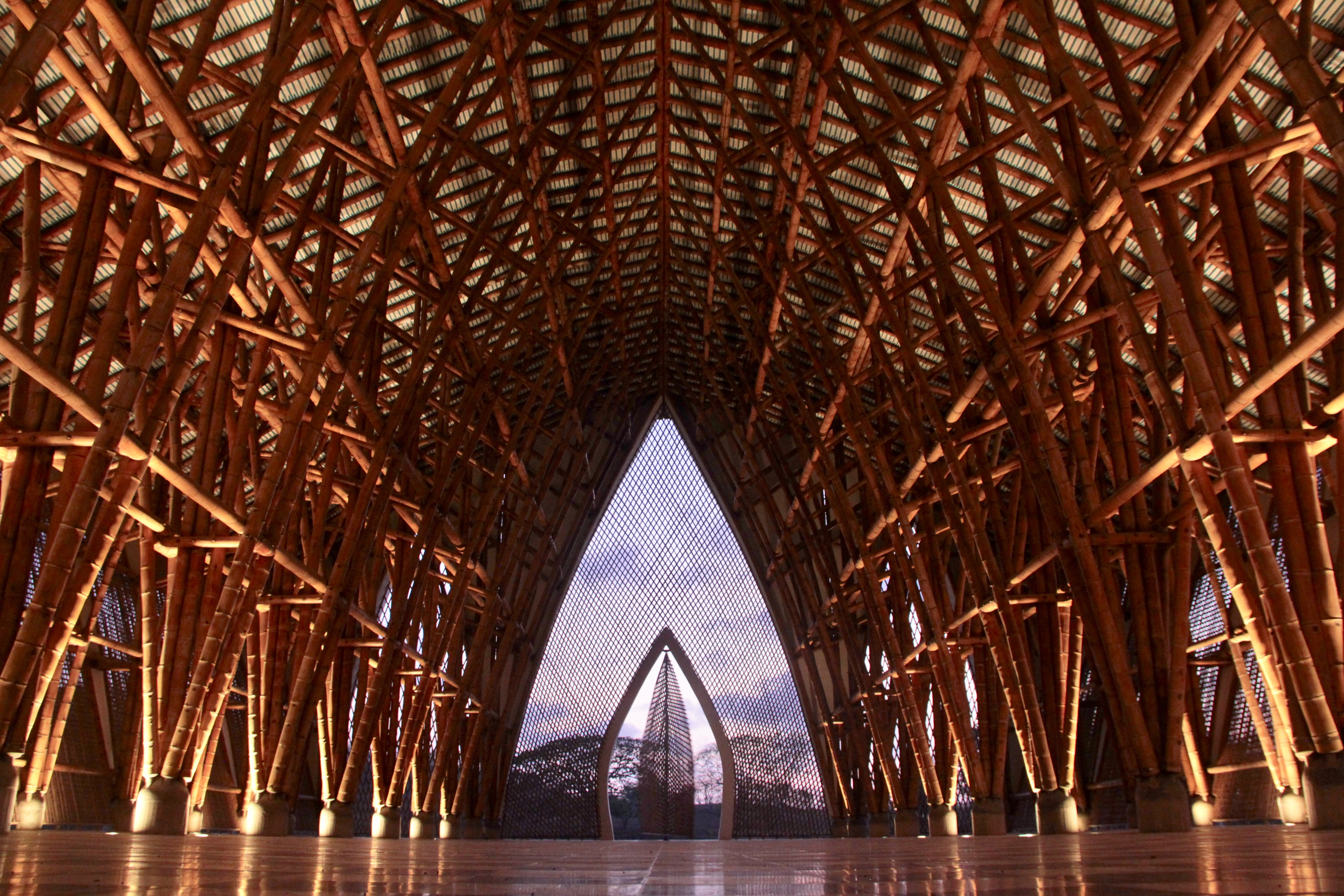
Templo no religioso diseñado por Vélez.

Simón Vélez (Manizales, Colombia, 2 de febrero de 1949) es un arquitecto y pensador colombiano. Su obra se caracteriza por usar madera y usar como elemento estructural y decorativo la guadua, un tipo de bambú de rápido crecimiento que abunda en los Andes colombianos. En 2009 obtuvo la Principal Premio Príncipe Claus y en 2016 participó en la Bienal de Arquitectura de Venecia. Es hijo y nieto de arquitectos. Ha diseñado edificios en once países.

## Trayectoria
Es egresado de la Universidad de los Andes de Bogotá, donde recibió una educación de corte modernista. Los referentes principales de su educación fueron Le Corbusier y la Escuela de la Bauhaus, pero pronto comenzó a explorar la arquitectura indígena y los materiales tradicionales de su país.
Vélez ha creado sistemas de unión que incorporan guadua como un componente estructural permanente en estructuras tanto comerciales como residenciales. Ha sido invitado en cuatro años consecutivos por el Museo de Diseño Vitra y el Centro George Pompidou a impartir talleres en París, donde como ejercicio de aprendizaje se construían estructuras de guadua.
Para la Expo Hanover 2000, diseñó y construyó un pabellón de guadua de 2000 metros cuadrados para la Zeri (Iniciativa de Investigación para las Cero Emisiones). Esta estructura estaba compuesta por guadua, cemento reciclado, cobre y paneles formados a su vez por una mezcla de terracota, cemento y fibra de bambú. Atrajo a más de 6 millones de personas, lo que lo convirtió el pabellón más visitado de la Expo.
Participó en el diseño del Crosswaters Ecolodge, el primer destino ecoturístico de los bosques de la Reserva de la Montaña de Nankun Shan, en Guangdong, al suroriente de China. Es el proyecto comercial más grande del mundo que utiliza bambú, y el primero en Asia de una escala tan grande en utilizarlo como un elemento estructural en viviendas. Recibió el Premio Honorario de Análisis y Planeación 2006 de la Sociedad Americana de Arquitectos del Paisaje.
Ha diseñado edificios en Alemania, Francia, Estados Unidos, Brasil, México, China, Jamaica, Colombia, Panamá, Ecuador, e India. Su proyecto más reciente es el Museo Nómada del Zócalo de la Ciudad de México, que alberga la exposición Ashes and Snow de Gregory Colbert. En el 2009 obtuvo la Principal Premio Príncipe Claus donde se le honra por el empleo estético de materiales naturales en todas sus creaciones.

## Principales obras
- (2000) Pabellón Zeri o pabellón de bambú para la Expo Hannover 2000 (reconstruido en Manizales, Colombia)
- (2000) Catedral Católica Provisional Nuestra Señora de la Pobreza, Pereira, Colombia. (Obra provisional)
- (2003) Puente Jenny Garzón, Bogotá, Colombia.
- (2003) Crosswaters Ecolodge en la Reserva de la Montaña de Nankun Shan, Guanzhou, China.
- (2005) Catedral Sin Religión, Cartagena, Colombia.
- (2008) Museo Nómada del Zócalo, Ciudad de México, México.
- Sede de la Corporación Autónoma Regional del Risaralda (Carder) (Pereira, Colombia)